# Maria Gintowt-Jankowicz
Maria Gintowt-Jankowicz (ur. 1 lipca 1939 w Warszawie) – polska prawniczka, specjalistka w zakresie prawa finansowego, dyrektor Krajowej Szkoły Administracji Publicznej (1991–2006), sędzia Trybunału Konstytucyjnego w stanie spoczynku.

## Życiorys
Ukończyła w 1962 studia na Wydziale Prawa i Administracji Uniwersytetu Warszawskiego. Stopień doktora nauk prawnych uzyskała w 1971, habilitowała się w 1980. Pracowała jako nauczycielka akademicka na macierzystej uczelni. W pracy naukowej specjalizowała się w prawie finansowym.
Była doradczynią Obywatelskiego Klubu Parlamentarnego ds. prawnych i współtwórczynią projektów ustaw przywracających w Polsce samorząd terytorialny. Należała do założycieli, a w latach 1991–2006 pełniła funkcję pierwszego dyrektora Krajowej Szkoły Administracji Publicznej. W latach 1995–2005 uczestniczyła w pracach Rady Legislacyjnej, od 1999 do 2005 była wiceprzewodniczącą Rady Służby Cywilnej.
27 października 2006 została przez Sejm wybrana na stanowisko sędziego Trybunału Konstytucyjnego. Jej kadencja upłynęła 6 listopada 2015.
W 2021 została powołana w skład Kapituły Orderu Odrodzenia Polski.

## Odznaczenia
Odznaczona Krzyżem Kawalerskim (1993), Oficerskim (2000), Komandorskim (2006) i Wielkim (2021) Orderu Odrodzenia Polski.
Wyróżniona Orderu Zasługi Republiki Włoskiej IV klasy (1996).